# Фестиваль Монти

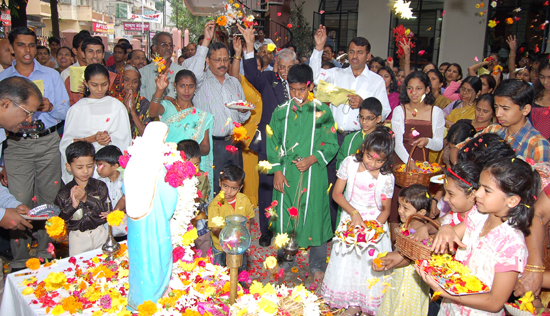
Празднование Фестиваля Монти мангалорскими католиками в Пуне, Махараштра, 2009 г.

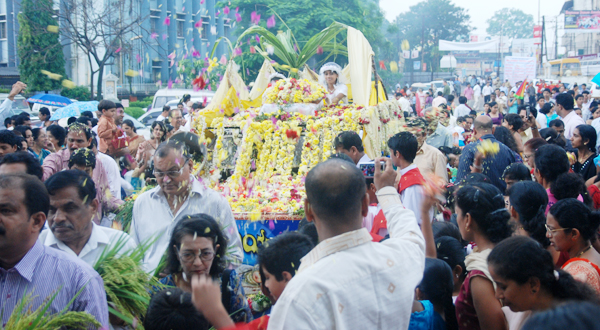
Празднование Фестиваля Монти около церкви Пресвятой Девы в Хампакатте, 2010 г.

Фестиваль Монти (Монти Фест) — один из главных праздников Гоа. Отмечается католиками епархии Мангалора и других католических общин Конкани ежегодно 8 сентября. Этот фестиваль приурочен к Рождеству Пресвятой Девы Марии, и его назначение в прошении благословения на «Новем» (новый урожай).

## История
Фестиваль получил своё название от церкви Монте-Мариано в Фарангипете в области Южная Канара, и был инициирован в 1763 году Йоахимом Мирандой, католическим священником из Гоа. Хотя Типу Султан разрушил христианские церкви Канары, он пощадил церковь Монте-Мариано в знак уважения к дружбе своего отца Хайдера Али с отцом Мирандой. В некоторых христианских диалектах Гоа название фестиваля искажено и звучит как «Фестиваль Моти».

## Традиция проведения
Фестиваль нового урожая празднуется всеми общинами по-разному. Для католиков мангалорского происхождения, живущих в городах, этот праздник является напоминанием прошлого, когда сельское хозяйство было основным занятием их предков. Первые произрастания, результат крестьянского труда, приносятся к столу, который благословляется и затем плоды раздаются всем членам семьи. Фестиваль служит поводом для членов семьи, чтобы собраться всем вместе за общей трапезой и скрепить родственные и общинные связи.
Праздник является кульминацией восьми особых дней, в которые дети в своих приходах ежедневно осыпают цветами «грот Матери Марии».